# Институт исследований мира
Институт исследований мира (англ. Peace Research Institute Oslo, PRIO, норв. Institutt for fredsforskning) — частное исследовательское учреждение по изучению мира и конфликтов, расположенное в Осло, Норвегия, со штатом около 100 сотрудников. Институт был основан в 1959 году группой норвежских исследователей во главе с Йоханом Галтунгом, который также был первым директором института (1959–1969). Он издаёт Journal of Peace Research (дословно — «Журнал исследований мира»), также основанный Йоханом Галтунгом.

## История и управление
PRIO был основан в 1959 году группой норвежских исследователей под руководством Йохана Галтунга. Первоначально институт был отделением Норвежского института социальных исследований в Осло и стал независимым институтом в 1966 году. Это был один из первых центров исследований мира в мире и единственный институт исследований мира в Норвегии. Директором института с 2017 года является Хенрик Урдал, а заместителем директора — Торунн Трюггестад. С 2005 года институт располагается в здании бывшего газового завода в центре Осло.
PRIO — независимый фонд, управляемый советом из семи человек. В состав совета входят два сотрудника PRIO, два члена, назначенные Исследовательским советом Норвегии, один член, назначенный Институтом социальных исследований, один — Университетом Осло и один — Ассоциацией международных исследований Северных стран. 
Предыдущими директорами PRIO в хронологическом порядке были Йохан Галтунг (1959–69), Асбьёрн Эйде (1970, 1980–81), Хельге Хвеем (1971), Нильс Петтер Гледич (1972, 1977–78), Хьелл Скьельсбек (1973–74), Оле Кристиан Холте (1975–76), Торд Хойвик (1979–80, 1984–86), Марек Тее (1981–83), Сверре Лодгор (1986–92), Хильда Хенриксен Вааге (1992–93), Дэн Смит (1993–2001), Стейн Тоннессон (2001–09), Кристиан Берг Харпвикен (2009–2017) и Хенрик Урдал (2017 – настоящее время). После отставки Галтунга в 1969 году коллектив института избирал руководителя сроком на один год. В 1986 году этот срок был изменен на трёхлетний период, а в 1993 году — максимум на два последовательных четырёхлетних периода.
Первым председателем правления PRIO был Эрик Ринде (1966–79), директор Института социальных исследований. На этом посту его сменяли Торстейн Экхофф (1979–1986), Бернт Булл (1987–94), Фрида Ноккен (1995–2000), Хельге Фаро (2000–2003), Эйвинд Остеруд (2004–06), Бернт Аардал (2007–2016) и Ослауг Мари Хага (2016 – настоящее время).
PRIO в основном финансируется Исследовательским советом Норвегии и Министерством иностранных дел, а также некоторое дополнительное финансирование поступает со стороны Министерства обороны, различных международных организаций, таких как Всемирный банк и Европейский Союз, а также частных фондов. В PRIO работает около 100 сотрудников. Штаб-квартира Института расположена в центре Осло.

## Исследования
Цель института, сформулированная в уставе, состоит в том, чтобы «заниматься исследованиями условий мирных отношений между нациями, группами и отдельными людьми». Исследователи представляют различные дисциплины социальных и гуманитарных наук, включая политологию, социологию, антропологию, психологию, социально-экономическую географию, историю, историю религии и философию. Результаты исследований в основном публикуются в виде статей в рецензируемых академических журналах, антологиях или монографиях, а также в виде более ориентированных на политику отчётов и статей, таких как собственная серия PRIO.
Примерно 15 процентов бюджета института составляет основной грант Исследовательского совета Норвегии, а остальные 85 процентов финансируются на проектной основе. Двумя крупнейшими спонсорами проекта являются Исследовательский совет Норвегии и Министерство иностранных дел Норвегии. Среди других спонсоров — Европейский союз, Всемирный банк и Министерство обороны Норвегии. В 2009 году PRIO инициировала создание в США Фонда исследований мира.
В Осло PRIO провёл Норвежскую инициативу по поставкам стрелкового оружия, которая была закрыта в 2017 году из-за отсутствия финансирования. Это была совместная инициатива PRIO, Норвежского Красного Креста и Норвежской церковной помощи, призванная помочь предотвратить распространение стрелкового оружия в районы, где оно может быть использовано в военных действиях, вооружённом насилии или нарушениях прав человека. 
Штат состоит из 40-50 штатных исследователей и вспомогательного персонала. Кроме того, в PRIO работают по совместительству исследователи, приглашённые учёные, стажёры и студенты.

### Исследовательские центры

#### Центр изучения гражданской войны
С 2003 по 2012 год в PRIO размещался Центр изучения гражданской войны, один из первых 13 «Центров передового опыта» в Норвегии. Его директором на протяжении всех 10 лет был Скотт Гейтс.

#### Кипрский центр
Институт имеет центр в Никосии, Кипр, известный как Кипрский центр PRIO. Кипрский центр PRIO через свою сеть, проекты и диалоговые форумы стремится способствовать сотрудничеству между греками и турками-киприотами и укреплять региональное сотрудничество в Восточном Средиземноморье в целом.

#### Центр гендера, мира и безопасности
В 2015 году Институт основал Центр гендера, мира и безопасности, который занимается исследованиями в области гендера и конфликтов. В частности, центр изучает такие вопросы, как сексуальное насилие в ситуации вооружённых конфликтов, представительство женщин в посредничестве и постконфликтном урегулировании, а также гендерная безопасность.

## Журналы
PRIO владеет двумя научными журналами, оба издаются в институте и публикуются SAGE Publications: Journal of Peace Research под редакцией Скотта Гейтса и Security Dialogue под редакцией Марка Б. Солтера.

## Образование
PRIO предоставляет ограниченное количество образовательных услуг. Исследовательская школа мира и конфликтов — это многопрофильный учебный центр, где ряд курсов преподают приглашённые учёные. К партнёрским учреждениям относятся Университет Осло и Норвежский университет естественных и технических наук. Курсы сосредоточены на академическом письме, методологии исследования и актуальных вопросах.
До 2013 года PRIO и Бьёркнес-колледж предоставляли совместные магистерские программы с Австралийским национальным университетом и Стелленбосским университетом по международной политической экономии и динамике конфликтов, а также исследованиям мира и конфликтов.

## Ежегодное послание мира
Ежегодное послание мира PRIO, инициированное в 2010 году, направлено на повышение осведомлённости, активизацию общественных дебатов и улучшение понимания условий мира во всём мире. Идея приглашения исследователей и других людей с твёрдыми взглядами на темы, связанные с миром, состоит в том, чтобы бросить вызов сообществу исследователей мира, предложив новые меры и предложив новые взгляды на мир и войну.
- 2010: Юн Эльстер: Justice, Truth, Peace — Справедливость, Истина, Мир
- 2011: Джон Р. Льюис: The Role of Nonviolence in the Struggle for Liberation — Роль ненасилия в борьбе за освобождение
- 2012: Азар Гат: Peace for Our Time? — Мир для нашего времени?
- 2013: Джоди Уильямс: The Power of Global Activism — Сила глобального активизма
- 2014: Пол Коллиер: Civil Conflict: What are the Current Risks, and What are the Realistic Solutions? — Гражданский конфликт: каковы текущие риски и каковы реалистичные решения?
- 2015: Джон Мюллер: The Dangers of Alarmism — Опасности алармизма
- 2016: Франческа Борри[укр.]: The Journalistic Contribution to Peace — Журналистский вклад в мир
- 2017: Обигели Эзеквесили: Education and Peace — Образование и мир
- 2018: Дебарати Гуха-Сапир[англ.]: The Epidemiology of Armed Conflicts — Эпидемиология вооружённых конфликтов
- 2019: Стивен Пинкер: Enlightenment Now! — Просветление сейчас!